# Jarmo Korhonen
Jarmo Antero Korhonen, född 26 maj 1946 i Uleåborg, är en finländsk germanist.
Korhonen blev filosofie doktor 1983. Han är sedan 1993 professor i germansk filologi vid Helsingfors universitet, efter att 1979–1988 ha innehaft motsvarande professur i Uleåborg och 1988–1993 i Åbo. Med Studien zu Dependenz, Valenz und Satzmodell I-II (1977–1978) har Korhonen bidragit till teorin bakom den dependens- och valensgrammatik som bildat skola inom germanistiken i Finland. Han har bland annat lett ett stort projekt om tyskans och finskans fraseologi i ett kontrastivt perspektiv och där publicerat Studien zur Phraseologie des Deutschen und des Finnischen I-II (1995–1996).

## Utmärkelser
- Riddartecknet av I klass av Finlands Vita Ros’ orden,  6 december 2003[1]

[Redigera Wikidata]